# Reung Bunheing
Reung Bunheing (Nom Pen, Camboya; 25 de septiembre de 1992) es un exfutbolista de Camboya que jugó en la posición de delantero.

## Carrera

### Club
| Periodo   | Club                         |
| --------- | ---------------------------- |
| 2015      | Build Bright United          |
| 2015–2019 | National Defense Ministry FC |
| 2020–2024 | Visakha FC                   |
| 2023–2024 | Visakha FC B                 |

### Selección nacional
Jugó para Camboya en 19 ocasiones de 2012 a 2023 y anotó cinco goles, dos de ellos en el Campeonato de la AFF 2022 en la victoria por 3-2 sobre Filipinas en Nom Pen en el partido inaugural del torneo.
| #  | Fecha                    | Sede                                                      | Rival          | Marcador | Resultado | Torneo                       |
| -- | ------------------------ | --------------------------------------------------------- | -------------- | -------- | --------- | ---------------------------- |
| 1. | 12 de octubre de 2018    | Phnom Penh National Olympic Stadium, Phnom Penh, Cambodia | Timor Oriental | 2–2      | 2–2       | Amistoso                     |
| 2. | 11 de junio de 2019      | Hamad bin Khalifa Stadium, Doha, Qatar                    | Pakistán       | 2–1      | 2–1       | Eliminatoria al Mundial 2022 |
| 3. | 20 de diciembre de 2022  | Morodok Techo National Stadium, Phnom Penh, Cambodia      | Filipinas      | 1–0      | 3–2       | Campeonato de la AFF 2022    |
| 4. | 20 de diciembre de 2022  | Morodok Techo National Stadium, Phnom Penh, Cambodia      | Filipinas      | 3–2      | 3–2       | Campeonato de la AFF 2022    |
| 5. | 11 de septiembre de 2023 | Phnom Penh National Olympic Stadium, Phnom Penh, Cambodia | Macao          | 4–0      | 4–0       | Amistoso                     |

## Logros
- Copa Hun Sen (2): 2016, 2018